# Kiran
Kiran är ett könsneutralt förnamn, och även ett efternamn. Namnet kommer av ordet kirana, på sanskrit किरण, "solstråle". Namnet är dessutom den ena av formerna (oftare Kieran) av det iriska mansnamnet Ciarán, "den lille mörke".
I Sverige år 2015 bar 84 män och 72 kvinnor förnamnet Kiran. Tio år senare var det sammanlagt 350 personer med det som förnamn, och 116 som efternamn.

## Personer med namnet Kiran
- Kiran Bedi, indisk samhällsaktivist
- Kiran Desai, indisk författare
- Kiran Mazumdar-Shaw, indisk företagsledare
- Kiran Shah, kenyansk skådespelare
- Hartvig Kiran, norsk författare och radioman